# Edmond Verbruggen
Edmond Verbruggen, né le 15 mars 1882 à Bruges et mort dans la même ville le 9 septembre 1949, est un joueur de football international belge actif avant la Première Guerre mondiale. Il joue durant toute sa carrière au Cercle sportif brugeois, où il occupe le poste de milieu de terrain et remporte un titre de champion de Belgique.

## Carrière
Edmond Verbruggen est intégré à l'équipe première du Cercle sportif brugeois en 1900. Alors âgé de 18 ans, il est le plus souvent réserviste et ne dispute que quelques rencontres durant quatre ans. À partir de la saison 1904-1905, il s'impose progressivement dans le onze de base en tant que milieu de terrain offensif. Il conserve sa place de titulaire par la suite et ses bonnes prestations lui valent d'être appelé en équipe nationale belge en mai 1910 pour disputer une rencontre amicale face à l'Allemagne. Un an plus tard, il participe activement à la conquête du premier titre de champion de Belgique du Cercle de Bruges. Il conserve sa place de titulaire les trois saisons suivantes, disputant pratiquement toutes les rencontres. En 1914, le déclenchement de la Première Guerre mondiale provoque la mise en sommeil des compétitions. Edmond Verbruggen arrête alors sa carrière de joueur.
Edmond Verbruggen meurt à Sint-Andries, dans la banlieue de Bruges, le 9 septembre 1949.

## Statistiques
| Saison                | Club                  | Championnat           | Championnat | Championnat | Coupe(s) nationale(s) | Coupe(s) nationale(s) | Total | Total |
| Saison                | Club                  | Division              | M.          | B.          | M.                    | B.                    | M.    | B.    |
| 1900-1901             | CS brugeois           | Division 1            | 8           | 3           | 0                     | 0                     | 8     | 3     |
| 1901-1902             | CS brugeois           | Division 1            | 6           | 1           | 0                     | 0                     | 6     | 1     |
| 1902-1903             | CS brugeois           | Division 1            | 5           | 1           | 0                     | 0                     | 5     | 1     |
| 1903-1904             | CS brugeois           | Division 1            | 3           | 0           | 0                     | 0                     | 3     | 0     |
| 1904-1905             | CS brugeois           | Division 1            | 12          | 0           | 0                     | 0                     | 12    | 0     |
| 1905-1906             | CS brugeois           | Division 1            | 14          | 0           | 0                     | 0                     | 14    | 0     |
| 1906-1907             | CS brugeois           | Division 1            | 12          | 1           | 0                     | 0                     | 12    | 1     |
| 1907-1908             | CS brugeois           | Division 1            | 12          | 2           | 0                     | 0                     | 12    | 2     |
| 1908-1909             | CS brugeois           | Division 1            | 19          | 7           | 0                     | 0                     | 19    | 7     |
| 1909-1910             | CS brugeois           | Division 1            | 11          | 2           | 0                     | 0                     | 11    | 2     |
| 1910-1911             | CS brugeois           | Division 1            | 17          | 2           | 0                     | 0                     | 17    | 2     |
| 1911-1912             | CS brugeois           | Division 1            | 20          | 2           | 0                     | 0                     | 20    | 2     |
| 1912-1913             | CS brugeois           | Division 1            | 20          | 0           | 3                     | 1                     | 23    | 1     |
| 1913-1914             | CS brugeois           | Division 1            | 21          | 0           | 0                     | 0                     | 21    | 0     |
| Total sur la carrière | Total sur la carrière | Total sur la carrière | 180         | 21          | 3                     | 1                     | 183   | 22    |

## Palmarès
- 1 fois champion de Belgique en 1911 avec le CS brugeois.

## Carrière internationale
Edmond Verbruggen compte une convocation et un match joué en équipe nationale belge. Celui-ci a lieu le 16 mai 1910 en Allemagne, la première confrontation entre les deux pays, qui se solde par une victoire 0-3.
Le tableau ci-dessous reprend toutes les sélections de Edmond Verbruggen. Le score de la Belgique est toujours indiqué en gras.
| Date       | Compétition  | Adversaire | Lieu      | Score | Remarque |
| ---------- | ------------ | ---------- | --------- | ----- | -------- |
| 16/05/1910 | Match amical | Allemagne  | Duisbourg | 0-3   |          |